# Federico Moscoso
Federico Adolfo Moscoso fue un político peruano.
En 1867 fue designado como alcalde de Camaná. 
En 1881 formó parte de la Asamblea Nacional de Ayacucho convocado por Nicolás de Piérola luego de la ocupación de Lima durante la guerra del Pacífico. Este congreso aceptó la renuncia de Piérola al cargo de dictador que había tomado en 1879 y lo nombró presidente provisorio. Sin embargo, el desarrollo de la guerra generó la pérdida de poder de Piérola por lo que este congreso no tuvo mayor relevancia.
En 1884 formó parte de la Asamblea Constituyente convocado por el presidente Miguel Iglesias luego de la firma del Tratado de Ancón que puso fin a la guerra del Pacífico. Esta asamblea no sólo ratificó dicho tratado sino también ratificó como presidente provisional a Miguel Iglesias, lo que condujo a la guerra civil peruana de 1884-1885. Sin embargo, Moscoso fue uno de los seis diputados que se negó a ratificar el tratado de Ancón junto con el diputado por el Cusco Benjamín Sánchez Gutiérrez, su hermano Jesús Sánchez Gutiérrez que actuaba como diputado por Puno; el religioso Eusebio Gonzáles, diputado por Huánuco; Elías Malpartida, diputado por Pasco y el diputado por Puno Modesto Basadre.